# غسان عليان
غسان عليان (بالعبرية: רסאן עליאן‏) (ولد في 21 مارس 1972، شفا عمرو) ضابط عربي درزي صهيوني برتبة لواء، قائد لواء جولاني في الجيش الإسرائيلي منذ عام 2013، وحتى 20/7/2014 بعد أن أصابته المقاومة الفلسطينية (كتائب عز الدين القسام) في إحدى كمائنها. غسان متزوج من شيرين عليان، التي تعمل كمدرسة لغة عبرية، ولديهم ثلاثة أطفال، أعمارهم بين 10 و 6 و 4.

## تدرجه في القيادة
عيّن قائدًا للواء غولاني في سابقة تاريخية لتعيين عربي في هذا المنصب، خلفا للعقيد الإسرائيلي ينيف عشور الذي تسلم قيادة لواء غولاني قبل عامين من ذلك.
ويعد عليان من القيادات العسكرية الكبيرة في الجيش الإسرائيلي، حيث خدم في لواء غولاني كجندي ثم تنقل في المراكز القيادية في اللواء فأصبح قائدا للكتيبة 51 أحد الفرق في اللواء.
ثم تسلم قيادة كتيبة الاستطلاع في الهجوم الإسرائيلي على غزة عام 2008، وهي الكتيبة المسؤولة عن التمهيد للمعركة في بداية انطلاقها من خلال تأمين مناطق تمركز الجيش الإسرائيلي.
ثم تسلم وحدات مختلفة في الجيش الإسرائيلي كقيادة لواء كفير ونائب قائد لواء «غولاني»، وتقلد منصب قائد فرقة 36 في هضبة الجولان المسؤولة عن حماية أمن الجولان المحتل.
وتسلم قيادة عمليات الجيش الإسرائيلي في شمال الضفة الغربية في العام 2002 وقاد الجيش الإسرائيلي في «معركة جنين»، وملاحقة أخطر مجموعات «المقاومة» المقاتلة في شمال الضفة الغربية.
عينه الجيش الإسرائيلي منسقا لأعمال الحكومة في الضفة الغربيّة وقطاع غزّة، وتسلَّمَ وظيفته الجديدة رسميًا في السادس من أبريل/نيسان 2021.

## في الحرب على غزة 2014
قاد لواء «جولاني» الذي هجم على غزة في معركة العصف المأكول، وارتكب مجازر بحق المدنيين، وهو المسؤول الأول عن مجزرة حي الشجاعية.

### كتائب القسام تقتل مجموعته وتصيبه
أنكر الجيش الإسرائيلي مقتله وذكرت انه اصيب، ولكن تردد بعد يومين أنه قُتل أثناء هجومه على غزة، وأعلنت كتائب الشهيد عز الدين القسام الذراع العسكري لحركة المقاومة الإسلامية (حماس)، أن ضابطا صهيونيا برتبة كبيرة، وعدد من القادة العسكريين وقعوا قتلى خلال أحد كمائنها شرق مدينة غزة.
وأضافت أنه أصيب خلال هذا الكمين كذلك قائد لواء الاستطلاع في جيش الاحتلال بجراح خطيرة.
وكانت الكتائب أعلنت في 20 يوليو 2014، أن عددا من آليات الاحتلال وقعت في كمين محكم للكتائب شرق حي التفاح إلى الشرق من مدينة غزة، وأجهزت على 14 جنديا صهيونيا، حيث اعترف الاحتلال بمقتل 13 جندياً في هذا الكمين.